# Vasváry Lajos
Vasváry Lajos, Vasvári Lajos, született Reich (Szőlőskislak, 1889. május 7. – Budapest, 1962. május 8.) magyar géplakatos, mozdonyszerelő, fürdőkezelő, országgyűlési képviselő.

## Élete
1889-ben született a Somogy megyei Szőlőskislakon, Reich Lajos és Takács Julianna római katolikus szülők gyermekeként. Hat elemi iskolai osztályt és három iparostanonc iskolai tanévet végzett, majd mint géplakatossegéd kezdte pályáját. 1910-től 1913-ig a császári és királyi vasútezrednél szolgált tizedesi rangban, majd 1913-ban az államvasutak északi főműhelyében helyezkedett el, ahol huszonhat éven keresztül dolgozott, pályája csúcsán mint mozdonyszerelő csoportvezető.
Az első világháború kitörésekor újra bevonult korábbi egységéhez és 1914 augusztustól egészen 1918 novemberig teljesített katonai szolgálatot; harctéri érdemeiért megkapta a Károly-csapatkeresztet. A háború végét követően hosszabb időn át vett tevékeny részt keresztény munkásmozgalmakban és munkásszervezkedésekben; tagja volt a Keresztény Szociális Vasutasok Országos Gazdasági Egyesületének és azon belül országos elnöke a munkás szakcsoportnak.
1935-ben kapcsolódott be az országos politikai életbe Gömbös Gyula programjával, az 1939-es általános választáson pedig országgyűlési képviselőnek választották a Magyar Élet Pártja színeiben, a párt Budapest környéki lajstromjáról.
Felesége Kezeli Mária volt, akivel 1913-ban kötött házasságot Zágrábban.